# Albergaria-a-Velha (freguesia)
Albergaria-a-Velha is een plaats en freguesia in de Portugese gemeente Albergaria-a-Velha en telt 7 421 inwoners (2001).